# Emily Alvarado
Emily Sofía Alvarado Natividad (El Paso, Texas, 9 de junio de 1998) es una futbolista mexicana-estadounidense que juega como guardameta para el Club Stade de Reims de la Division 1 Féminine (la Primera División Femenil de Francia) y para la Selección Nacional de México.

## Trayectoria
Emily Alvarado debutó en 2013 con la Selección Nacional Sub-17 en el Campeonato Femenino Sub-17 de la Concacaf de 2013. En las semifinales México y Estados Unidos empataban 1-1, Emily Alvarado atajó 2 penales y clasificó a la Copa Mundial Sub-17 de Costa Rica 2014, eliminando y dejando a Estados Unidos sin posibilidades para clasificar al Mundial de Costa Rica 2014.
Posteriormente atajó 2 penales en la final ante Canadá y México obtuvo su primer título oficial de Selecciones Nacionales Femeninas en la CONCACAF.

Alvarado repitió la hazaña en el Campeonato Femenino Sub-20 de la Concacaf de 2018. En las semifinales atajó 2 penales ante Canadá y aseguró su pase a la Copa Mundial Sub-20 de Francia 2018. En la final (ante Estados Unidos) nuevamente atajó 2 penales y México finalmente levantó el título Sub-20.

### Participaciones en fases finales
| Torneo                                            | Sede               | Resultado             |
| ------------------------------------------------- | ------------------ | --------------------- |
| Campeonato Femenino Sub-17 de la CONCACAF de 2013 | Jamaica            | Campeón               |
| Copa Mundial Femenina Sub-17 de 2014              | Costa Rica         | 7° (Cuartos de final) |
| Copa Mundial Femenina Sub-20 de 2014              | Canadá             | 11.° (fase de grupos) |
| Campeonato Femenino Sub-20 de la CONCACAF de 2015 | Honduras           | Tercero               |
| Copa Mundial Femenina de 2015 (Absoluta)          | Canadá             | 22.° (fase de grupos) |
| Copa Mundial Femenina Sub-20 de 2016              | Papúa Nueva Guinea | 7° (Cuartos de final) |
| Campeonato Femenino Sub-20 de la CONCACAF de 2018 | Trinidad y Tobago  | Campeón               |
| Copa Mundial Femenina Sub-20 de 2018              | Francia            | 11.° (fase de grupos) |
| Preolímpico Femenino de la CONCACAF (Absoluto)    | Estados Unidos     | Semifinalista         |